# Catapyrenium chilense
Catapyrenium chilense är en lavart som först beskrevs av Räsänen, och fick sitt nu gällande namn av Breuss. Catapyrenium chilense ingår i släktet Catapyrenium och familjen Verrucariaceae.   Inga underarter finns listade i Catalogue of Life.